# 室内交響曲第1番 (シェーンベルク)
室内交響曲第1番ホ長調（Kammersymphonie Nr.1 E-Dur）作品9は、アルノルト・シェーンベルクが作曲した2曲の室内交響曲の第1作。

## 概要
1906年に書かれた。15人の奏者による編成で、管楽器が弦楽器の数を倍も上回る。これは当時の常識では考えられないほどに斬新であった。大量の弦楽器が管楽器をカヴァーするのがオーケストレーションと考えられていた常識に、真っ向から対立したのである。全奏では非常に鋭い音色になるのが特徴的であり、フル・オーケストラ版（後述）においても、この特徴は顕著である。ストラヴィンスキーが弦楽器の叙情性を嫌い、管楽器を偏愛することになる10年以上も前の話である。
初演時は非難の嵐であったが、聴衆の中には新しい響きを評価する者も少なからずいて、居合わせたマーラーなどは毅然とした態度で拍手を続け、野次を飛ばす人をたしなめるあまり、喧嘩になりかけたほどであった。もっとも、マーラーは「曲のよさはわからないが、おそらくシェーンベルクが正しいだろう」とこの帰途に妻アルマに感想を述べている。
初演は1907年2月8日にウィーンにて、ウィーン宮廷歌劇場管弦楽団のメンバーと、ロゼー弦楽四重奏団によって行われた。日本初演は1961年8月27日、大阪の御堂会館にて、森正と現代音楽祭室内管弦楽団による。
大規模なソナタ形式を基本とした単一楽章制だが、その内部にスケルツォや緩徐楽章にあたる部分を含み多楽章制の要素も持っている。演奏時間は約21分。

## 楽器編成
オリジナル版（作品9）
フルート（ピッコロもちかえ）、オーボエ、イングリッシュホルン、クラリネット2（D管、A管）、バスクラリネット（A管）、ファゴット、コントラファゴット、ホルン2、第1ヴァイオリン、第2ヴァイオリン、ヴィオラ、チェロ、コントラバス
管弦楽版（作品9b）
ピッコロ、フルート2、オーボエ2、イングリッシュホルン、クラリネット2、バスクラリネット、ファゴット2、コントラファゴット、ホルン4、トランペット2、トロンボーン3、弦五部

## 編曲
シェーンベルク自身によって1914年に通常のオーケストラ編成に拡大して編曲され、作品9bが付けられている（1935年改訂）。WEITBLICKレーベルにハインツ・レーグナーの指揮による作品9bの録音がある。また、シェーンベルクによる4手ピアノ版も存在する。1913年から1915年にはアルバン・ベルクも2台ピアノ用に編曲し、またアントン・ヴェーベルンも1922年にフルート、クラリネット、ヴァイオリン、チェロ、ピアノの五重奏に編曲している。各ヴァージョンごとに既にいくつかの録音が存在する。ウニヴェルザール出版社の出版譜としてはそれらとは別に、エドゥアルト・シュトイアーマンによるピアノ独奏用編曲、フェリックス・グライスレによる4手ピアノ用編曲が出されている。